# Louis-Urbain-Aubert de Tourny

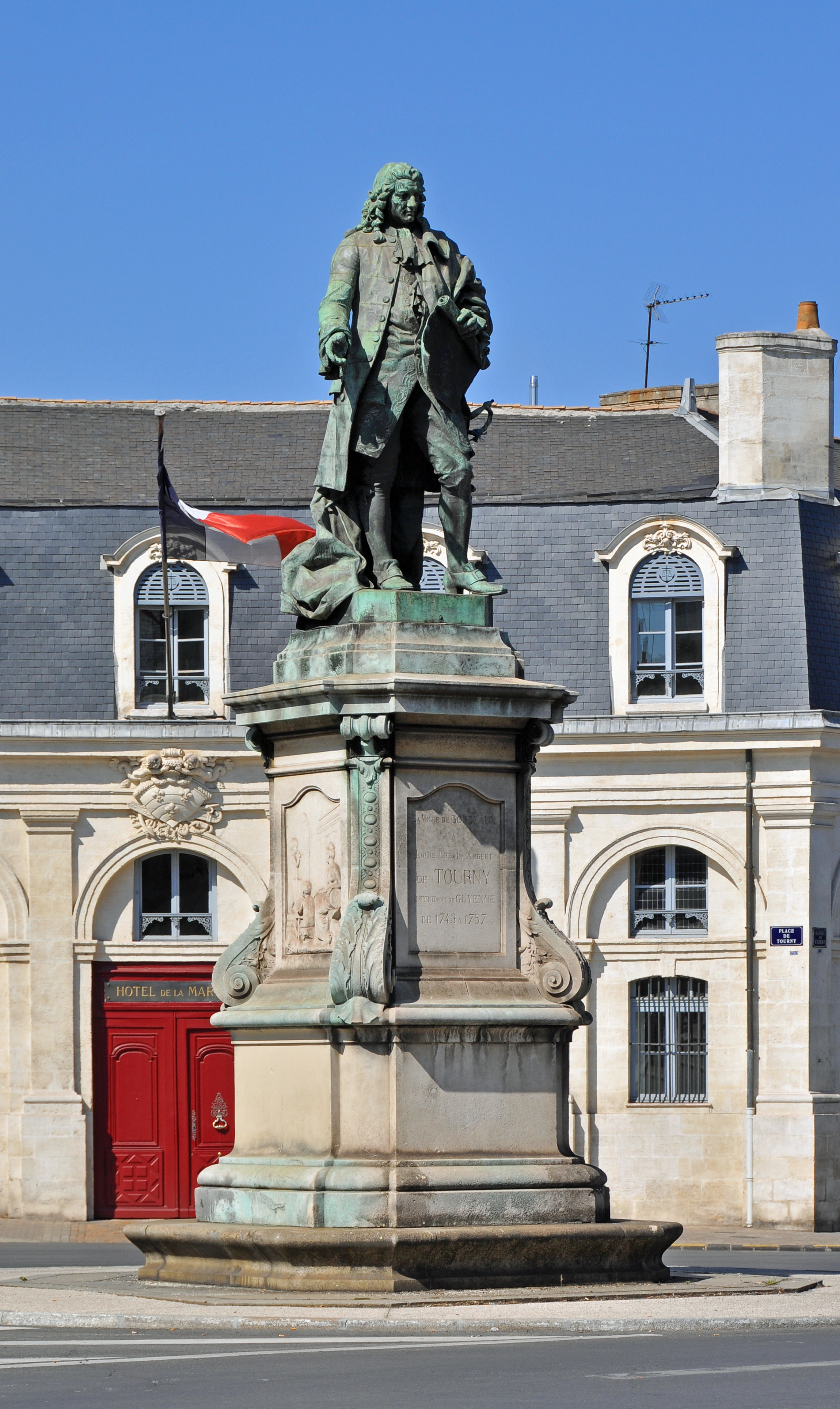
Estatua de Louis-Urbain-Aubert de Tourny, en Burdeos.

Louis-Urbain-Aubert de Tourny (Les Andelys, 1695 - París, 1760) fue un administrador francés del siglo XVIII, activo en Burdeos. Comenzó ejerciendo como «Maître des requêtes» y en 1730 fue nombrado intendente de Limoges. En 1743 se convirtió en intendente de la Guyena en Burdeos. Embelleció los muelles del Garona, promovió la construcción de edificios que aún se conservan, abrió avenidas y habilitó un jardín público. Fue nombrado consejero de estado en 1757.